# 厚別町山本
厚別町山本（あつべつちょう やまもと）は、札幌市厚別区の地名。同区内の北西端に位置し、江別市に隣接する。
西の厚別川と東の野津幌川に挟まれた、海抜10メートル以下の低地である。

## 歴史
かつては「厚別原野」と呼ばれた泥炭地で、一年間に何度も水害に見舞われる農耕不適地だった。特に1898年（明治31年）には、泥炭層が浮上したせいで水田が持ち上がり、隣の水田の上に重なってしまったという逸話が残っている。
1908年（明治41年）、小樽の山本久右衛門が一帯の土地の払い下げを受け、翌1909年（明治42年）に「山本農場」を開設して開墾に着手した。その跡を継いだ息子の山本厚三は、道路2400メートル、排水路13万7500メートルを開削し、水田約236ヘクタール、畑約38ヘクタールの開墾を成し遂げた。
1934年（昭和9年）4月、それまで「本田」と称していた地域の名称が、山本厚三の姓にちなんで「山本」と改められた。
1944年（昭和19年）、終戦後の農地改革に先駆けて、すべての土地が小作人に解放される。開発50年目にあたる1958年（昭和33年）には、住民たちの寄付によって「謝恩之碑」が山本稲荷神社の境内に建てられた。ただしその後の市街地化によって、山本稲荷神社の所在地は厚別西に区分されている。

## 施設
- 北海道札幌厚別高等学校
- 北海道札幌養護学校